# フェローシップ (メタルバンド)
フェローシップ（Fellowship）はイギリスのエセックス州ハリッジ出身のメロディック・スピード・メタルバンド。

## 略歴
2019年にバンド結成。
2020年にEP 『Fellowship』とシングル『Can You Feel The Love Tonight?』リリース。
2021年にシングル『Glory Day』リリース。イギリスのBloodstock 2021でフェスに初参加、観衆の前で演奏を初披露。

2022年7月『The Saberlight Chronicles』リリース。日本盤のみボーナストラック『The Frozen Land』収録。

2023年6月にTwilight Forceの日本ツアーにサポートとして帯同し4日間で4公演。初の海外公演となる。11月には海外公演2ヶ国目オランダのBRAINSTORM FESTIVALに参加予定。

## 来日歴
2023年

6/23 Twilight Force Japan Tour 2023　仙台MACANA

6/24 Twilight Force Japan Tour 2023　赤羽ReNY alpha

6/25wilight Force Japan Tour 2023　HOLIDAY NEXT NAGOYA

6/26 Twilight Force Japan Tour 2023　梅田amHALL

4公演ともにサポートバンドとしてツアー帯同。

セットリスト

Glory Days 

Until the Fires Die 

Hearts Upon the Hill 

Oak and Ash 

Scars and Shrapnel Wounds 

The Saint Beyond the River 

Glint 

## メンバー

### 2023年6月現在
- カラム・タッフェン Callum Tuffen − ドラム
- マシュー・コリー Matthew Corry - ボーカル
- ブラッド・ウォスコ Brad Wosko - ギター
- エド・マンソン Ed Munson - ベース(2023年5月2日加入発表)

### 2024年11月現在
- マシュー・コリー Matthew Corry - ボーカル
- ブラッドリー・ウォスコ BradLeigh Wosko - ギター
- サム・ブラウン Sam Browne - ギター(スタジオのみ)
- エドワード・マンソン Edward Munson - ベース
- カラム・タッフェン Callum Tuffen − ドラム

## その他メンバー
- ダニエル・アッカーマン Daniel Ackerman - ベース　脱退(2022年5月10日発表)
- サム・ブラウン Sam Browne - ギター　体調不良で一時休憩中(2023年5月2日発表)、レコーディング等スタジオ内での活動に参加中。

## ディスコグラフィ

### シングル
- 2020年『Can You Feel The Love Tonight?』
- 2020年8月25日『Glint』
- 2021年2月2日『Glory Days』
- 2022年5月27日『Until The Fires Die』
- 2022年7月1日『Oak and AshGlory Days』
- 2024年10月10日『Dawnbreaker』
- 2024年10月30日『Victim』
- 2024年11月14日『Hold Up Your Hearts(Again)』

### EP
- 2020年『Fellowship』
- 2023年12月22日『The Winterlight Chronicles』(Bandcampでデジタル配信)

### アルバム
- 2022年7月『The Saberlight Chronicles』(日本盤発売元:MARQUEE/AVALON)
- 2024年11月『The Skies Above Eternity』(海外版発売元:Scarlet Records(11月22日)・日本盤発売元:MARQUEE/AVALON(11月20日))